# Hustruer – ti år etter
Hustruer - ti år etter är en norsk film från 1985, regisserad av Anja Breien. Den vann Amanda-prisen 1986 för bästa norska film.

## Skådespelare
- Frøydis Armand
- Katja Medbøe
- Anne Marie Ottersen

## Handling
Mie, Kaja och Heidrun, de tre kvinnorna från den första "hustruer"-filmen, träffas igen tio år senare, och återigen utan män, barn och älskare. Det talas om brustna hopp och illusioner, om att närma sig fyrtio och en tillvaro som kräver mycket av dem.
Artikeln är, helt eller delvis, en översättning från Bokmålsnorska Wikipedia.
1. 1 2 3 4 5 6 7 8 9 10  läs online, www.nb.no , läst: 10 januari 2016.[källa från Wikidata]
2. 1 2  läs online, Internet Movie Database , läst: 12 juli 2016.[källa från Wikidata]
3. ↑  läs online, Internet Movie Database , läst: 10 januari 2016.[källa från Wikidata]